# Новониколаевка (Захарьевский район)
Новоникола́евка (укр. Новомиколаївка) — село, относится к Захарьевскому району Одесской области Украины.
Население по переписи 2001 года составляло 149 человек. Почтовый индекс — 66711. Телефонный код — 4860. Занимает площадь 0,64 км². Код КОАТУУ — 5125281909.

## Местный совет
66711, Одесская обл., Захарьевский р-н, с. Карабаново

## Уроженцы
- В 1921 году здесь родилась Герой Советского Союза Нина Андреевна Онилова[1].